# Странные пришельцы
«Странные пришельцы» (англ. Strange Invaders) — короткометражный канадский мультипликационный фильм, номинированный на премию «Оскар» 2012 года в категории «Лучший короткометражный анимационный фильм».

## Сюжет
Роджер и Дорис, женатая пара, ведут тихую семейную жизнь. Но однажды в их гостиную врезается ребёнок, вызывая восторг у супругов. Тем не менее ребёнок (в титрах указан как «Оно») становится всё более разрушительным и начинает крушить их дом и разрушать жизнь Роджера и Дорис. Всё становится ещё более странным, пока Роджер не начинает понимать истинную природу этого события.

## Роли озвучивали
- Корделл Баркер — Роджер;
- Дженнифер Торранс — Дорис;
- Джексон Баркер — Ребёнок (оно).